# Megachile roepkei
Megachile roepkei är en biart som beskrevs av Heinrich Friese 1914. Megachile roepkei ingår i släktet tapetserarbin, och familjen buksamlarbin. Inga underarter finns listade i Catalogue of Life.